# Liste der Teilnehmer der Synode von Karthago 253
Die Teilnehmerliste der Synode von Karthago des Jahres 253 ist die älteste vollständig überlieferte Liste ihrer Art. Sie findet sich im Briefkopf eines Synodalschreibens, das der damalige Bischof Cyprian an den römischen Bischof Cornelius sandte (Brief 57 des Cyprian).

## Teilnehmer
| Name         | vermuteter Bischofssitz                                       | Bemerkung                                      |
| ------------ | ------------------------------------------------------------- | ---------------------------------------------- |
| Ampius       |                                                               |                                                |
| Aurelius     | Utica, Provinz Africa proconsularis                           |                                                |
| Caecilius    | Biltha, Provinz Africa proconsularis                          |                                                |
| Caldonius    |                                                               | Vertrauter des Cyprian                         |
| Cyprian      | Karthago (Provinzhauptstadt)                                  | Als primus inter pares Vorsitzender der Synode |
| Demetrius    | Leptis Minor, Provinz Africa proconsularis                    |                                                |
| Donatus      |                                                               |                                                |
| Donatus      |                                                               | zweiter Teilnehmer dieses Namens               |
| Eutyches     |                                                               |                                                |
| Faustinus    |                                                               |                                                |
| Felix        |                                                               |                                                |
| Fortunatus   | Thuccabor, Africa proconsularis(?)                            |                                                |
| Fortunatus   | zweiter Teilnehmer dieses Namens                              |                                                |
| Herculaneus  |                                                               |                                                |
| Honoratus    | Thucca Terebenthina, Provinz Africa proconsularis             |                                                |
| Hortensianus | Lares, Provinz Africa proconsularis                           |                                                |
| Jambus       | Germaniciana, Provinz Africa proconsularis                    |                                                |
| Junius       | Neapolis, Provinz Zeugitana bzw. Africa proconsularis         |                                                |
| Liberalis    |                                                               |                                                |
| Lucianus     | Rucuma, Kirchenprovinz Karthago, Provinz Africa proconsularis |                                                |
| Mantaneus    |                                                               |                                                |
| Marrutius    |                                                               |                                                |
| Monnulus     | Girba, Provinz Tripolitana                                    |                                                |
| Nicomedes    | Segermes, Provinz Africa proconsularis                        |                                                |
| Polycarpus   | Hadrumetum, Provinz Africa proconsularis                      |                                                |
| Pomponius    | Dionysiana, Provinz Africa proconsularis                      |                                                |
| Priscus      |                                                               |                                                |
| Privatianus  | Sufetula, Provinz Africa proconsularis                        |                                                |
| Quintus      | Agbia, Provinz Africa proconsularis                           |                                                |
| Rogatianus   | Nova, Provinz Africa proconsularis                            |                                                |
| Rogatus      |                                                               |                                                |
| Sattius      | Sicilibba, Provinz Africa proconsularis                       |                                                |
| Saturninus   |                                                               |                                                |
| Saturninus   |                                                               | zweiter Teilnehmer dieses Namens               |
| Saturninus   |                                                               | dritter Teilnehmer dieses Namens               |
| Saturninus   |                                                               | vierter Teilnehmer dieses Namens               |
| Secundinus   | Carpi, Provinz Africa proconsularis                           |                                                |
| Successus    | Abbir Germaniciana, Provinz Africa proconsularis              |                                                |
| Tertullus    |                                                               |                                                |
| Verianus     |                                                               |                                                |
| Victor       |                                                               |                                                |
| Victoricus   | Thabraca, Provinz Numidia proconsularis                       |                                                |